# Franz Albert von Friedrich
Franz Albert Friedrich, ab 1833: von Friedrich, (* 18. Februar 1775 in Mannheim; † 19. April 1843 in Karlsruhe) war ein badischer Diplomat, Gesandter und Autor.

## Leben
Franz Albert Friedrich studierte Jura an der Universität Heidelberg. Im Sommersemester 1796 schrieb er sich zudem  für Experimentalphysik und im Wintersemester 1796 für Astronomie, physische Geographie, Meteorologie und Geogonie ein, um dem Physiker, Mathematiker und Aufklärer Georg Christoph Lichtenberg zu folgen. 1797 war er Korrespondent des Königlichen Historischen Instituts zu Göttingen sowie Theaterdichter, insbesondere für das Mannheimer Hoftheater.
1796 wurde er zum geheimen Justizrat ernannt. 1800 erfolgte die Ernennung zum kurpfälzischen Landesarchivar und 1803 zum Regierungsrat in Mannheim. 1809 wurde er Legationsrat, ab 1815 Geheimer Legationsrat, im Ministerium für auswärtige Angelegenheiten. 1817 wurde er Geheimer Referendär und 1818 großherzoglich badischer Geheimer Rat II. Klasse und Ministerresident. Er war von 1818 bis 1821 als Nachfolger Joseph Albrecht von Ittners außerordentlicher badischer Gesandter bei der Tagsatzung der Schweiz und von 1821 bis 1833 bevollmächtigter Minister am königlich württembergischen Hofe. 1834 erfolgte die Ernennung zum Gesandten in Paris und 1835 zum Bundestagsgesandten in Frankfurt am Main. 1838 ging er in den Ruhestand.
Am 18. April 1833 erfolgte die Ernennung durch Großherzog Leopold von Baden in den großherzoglich badischen erblichen Adelsstand.
Er war Autor des Werkes „Geschichte der nach Rom entführten Heidelberger Bibliothek“.
Franz Albert von Friedrich war evangelisch und der Sohn des Mannheimer Hofkellermeisters. Er war in erster Ehe  mit Josepha Kirn († 1831) und in zweiter Ehe mit Frederike Wippermann verheiratet. Er hatte zwei Kinder.

## Ehrungen (Auswahl)
- Großkreuz des Zähringer Löwen
- Kommandeur des kaiserlich-russischen Orden der Heiligen Anna mit Brillanten